# گلوتلین
گلوتلین‌ها دسته‌ای از پروتئین‌های پرولامین هستند که در آندوسپرم دانه‌های خاصی از خانوادهٔ گندمیان یافت می‌شوند و یک جزء اصلی از پروتئین‌هایی را تشکیل می‌دهند که در مجموع با عنوان گلوتن شناخته می‌شوند. گلوتنین رایج‌ترین گلوتلین است و در گندم یافت می‌شود. گلوتلین‌های جو و چاودار نیز شناسایی شده‌اند. گلوتلین‌ها همچنین شکل اولیهٔ ذخیرهٔ انرژی در آندوسپرم دانه‌های برنج هستند.
این دسته، در ابتدا توسط توماس بر آزبورن به‌دلیل حلالیت کم از پرولامین‌ها متمایز شد. تجزیه و تحلیل مدرن در حال حاضر گلوتلین‌ها را به‌عنوان یک زیرگروه با حلالیت کم از پرولامین‌ها در نظر می‌گیرد.
گلوتلین‌ها در اسیدها یا بازهای رقیق، شوینده‌ها یا عوامل کاهنده محلول هستند. آن‌ها همچنین غنی از اسیدهای آمینه آب‌گریز، با محتوای فنیل‌آلانین، والین، تیروزین، پرولین و لوسین هستند. معمولاً گلوتلین‌های با جرم مولکولی بالا (HMW) و گلوتلین‌های با جرم مولکولی پایین (LMW) در اکثر گونه‌های گندمیان وجود دارد. این پروتئین‌ها در طول پخت، از طریق پیوندهای دی‌سولفیدی با خود و سایر پروتئین‌ها، پیوند متقابل دارند. LMWها شبیه گلیادین‌ها هستند.
یک گلوتلین با جرم مولکولی بالا از گیاهان Triticeae به‌عنوان یک عامل «حساس‌کننده» برای بیماری سلیاک در افراد دارای ژن گیرندهٔ آنتی‌ژن کلاس II HLA- DQ8 نقش دارد.